# کودتا (کتاب)
کودتا (۲۸ مرداد، سازمان سیا و ریشه‌های روابط ایران و آمریکا در عصر مدرن)(به انگلیسی: The Coup: 1953, the CIA, and the Roots of Modern U.S. -Iranian Relations) کتابی به نوشته یرواند آبراهامیان به سال ۲۰۱۳ است. این کتاب در چهار فصل «ملی شدن صنعت نفت»، «مذاکرات انگلیس و ایران»، «کودتا» و «میراث» نوشته شده است.

## محتوای کتاب
از آن‌جا که موضوع مورد مناقشه در این میان نفت است، کتاب حاضر چنین استدلال می‌کند که ایالات متحده آمریکا نیز به اندازه بریتانیا در این بحران سرمایه‌گذاری کرده بود؛ بنابراین، علت مشارکت آمریکا در کودتا صرفاً خطر توسعه کمونیسم نبود، بلکه مسئله تبعاتی مطرح بود که ملی شدن نفت می‌توانست بر مناطقی به دوردستی اندونزی و آمریکای جنوبی و خلیج فارس به جا بگذارد. کنترل تولید نفت که در اختیار شرکت‌های غربی بود، در اوایل دهه ۱۹۷۰/۱۳۵۰ به دولت‌های بومی واگذار شد اما چنین زیانی در اوایل دهه ۱۹۵۰/۱۳۳۰ امری کاملاً غیرقابل پذیرش بود.

## نقدها
- داریوش رحمانیان می‌گوید: اهمیت این کتاب از نظر روایی در آن است که در تلاش است این روایت غالب را یعنی لجباز و احمق بودن مصدق را و اینکه به دنبال منطق صفر تا صد بود فلذا امکان هرگونه مصالحه‌ای را از بین می‌برد را زیر و رو کند. هرچند باید گفت که این روایت قبل و پیش از آبراهامیان هم در ایران از سوی برخی نویسندگان مطرح شده بود. روایتی که عامل اساسی به بن‌بست رسیدن و ایجاد کودتا را نه ایران، نه مصدق و لجبازی و تعصب بیش از حد او بلکه از جانب غرب می‌داند. کاستی بزرگی که می‌توان بر آن انگشت گذاشت، سهل‌انگاری کتاب در ثبت نام‌های فارسی است، که به ویژه برای خواننده ایرانی و آشنا با تاریخ آزارنده است.[۱]
- محمد ذاکری در نقد، ضعف عمده آن را عدم توجه به نقش مردم در مراحل مختلف و تأکید بیش از اندازه بر نقش و جایگاه حزب توده شمرده است. همان طوری که ناصر زرافشان (مترجم کتاب) هم در یکی از پانوشت‌ها به این موضوع اشاره کرده است. ایراد دیگر ذاکری بر این کتاب، خلأ مصاحبه‌های باز یا نیمه ساختاریافته با عناصر دخیل در این دوره بوده است.[۲]